# 安启元
安启元（1933年7月—2024年4月23日），陕西临潼人；西北大学地质系毕业。1953年加入中国共产党；是中共第十四届中央纪律检查委员会常务委员。曾任国家地震局局长，中國共產黨陕西省委員會书记，陕西省政协主席，第十届全国政协常委等职。

## 从政经历
1956年大学毕业后，安启元被分配到松辽石油勘探局地质队任队长，参与了大庆油田的建设；历任大庆石油会战总部第一采油指挥部油矿矿长、井下技术作业处处长；后出任石油工业部石油地球物理勘探局局长。唐山大地震发生后，于1977年调任国家地震局副局长、党组副书记，后升任局长。
1988年6月起，安启元出任中共陕西省委副书记，曾先后兼任中共西安市委书记、陕西省委政法委书记。1992年10月，在中国共产党第十四次全国代表大会上，当选为中央纪律检查委员会（专职）常务委员（至1995年1月起不再担任）。1994年12月，时年61岁的安启元再次回到家乡，出任中共陕西省委书记；1997年离任，并被增补为第七届陕西省政协副主席；1998年1月，当选为政协陕西省第八届委员会主席；当年3月，又当选第九届全国政协委员；2003年3月，当选第十届全国政协常务委员。

## 任职政协期间
在任陕西省政协主席时的安启元，同时也是全国政协的委员。他曾多次组织专家就渭河水患问题进行过专题调研。自1999年开始，七位陕西籍的政协委员均提出提案，建议将渭河综合治理规划纳入国家“十五”规划。此后，安启元曾经五次在全国政协会议上发言，呼吁加强渭河综合治理。特别是在2003年渭河华阴段发生五十年来最严重的洪灾，有人甚至呼吁停用三门峡水库确保黄河。就此，安启元曾表示，“渭河清了我才心安”。
在全国政协会议上前后提案连续八年之久，终于，2005年12月国务院批复了《渭河流域重点治理规划》。该计划提出，用大约10年时间初步建成渭河流域防洪减淤体系，改善渭河干流及支流水质等问题。中央将拿出人民币155亿，透过该项规划对陕西投资；占整个计划总投资近七成 。安启元并没有就此满意。此后，他又联系其他陕西籍全国政协委员，督促政府真正落实计划，保证资金到位。
除了关注治理渭河的问题，安启元在担任第九届全国政协委员，第十届全国政协常委期间，还就其它多项问题，向政协会议提交了提案。这包括，
- 关注贫困山区弱智儿童的问题[3]；
- 有关农民负担的原因和解决对策[4]；
- 构建石油战略储备体系迫在眉睫[5]；
- 呼吁政府高度重视城市贫困人群问题[6]；
- 建议国家建立汉丹江流域生态补偿机制[7] 等。

2008年2月，即将届满退休的安启元接受了英国《金融时报》记者的采访，就过度使用水资源所带来的社会和环境危险发出了严厉警告，并再次提到了清除黄河水利发电工程，特别是停止黄河三门峡水库蓄水发电的建议。由于2008年奥运会而向北京供水，安启元认为这种做法严重影响了周边省份人民的生产和生活，中央政府应该对此作出补偿。